# Кампо Џемини (Рим)
Кампо Џемини је насеље у Италији у округу Рим, региону Лацио.
Према процени из 2011. у насељу је живело 1173 становника. Насеље се налази на надморској висини од 49 м.